# Кванмьонсон-1
Кванмьонсон-1 (в превод - Ярка звезда) е първият изкуствен спътник, изстрелян от Северна Корея през 1998 година.
Известно време е имало съмнения дали той въобще е съществувал. От НОРАД не е засечен подобен обект в орбита, нито с оптични сензори, нито с радари и не е засичан негов сигнал. По-късно се установява, че наистина е направен опит за изстрелване на сателит, но най-вероятно при преждевременното отделяне от третата степен се получава пропукване в долната част на спътника, където се намира двигателят. Така той излита в погрешна орбита, задържа се няколко минути на височина 239.2 км, летейки с приблизителна скорост от 8.98 км/сек. После навлиза в атмосферата и изгаря. Според руските власти обаче спътникът е бил изстрелян успешно, макар западни анализатори да отхвърлят тази теза. Така и до днес остава спорът дали наистина е имало успешно изстрелване на севернокорейски сателит или не.
Корейската централна информационна агенция обявява на 1 септември 1998 година, че сателитът е изстрелян от площадката на полуостров Мусудан-ри с ракета Таеподонг-1 на 31 август. След това са излъчени снимки на сателита, видеоматериал от изстрелването и анимация, показваща Канмьонсон-1 в орбита. Снимките показват апарат, подобен на първия китайски сателит, Донг Фанг Хонг I.
Според севернокорейските медии Кванмьонсон-1 завършва стотната си орбита на 13 септември 1998 година. Орбитата е била елиптична с апогей от 6978,2 километра и перигей от 218,82 километра, с време от 165 минути и 6 секунди и инклинация 40.217°, летейки над части от Чили, Намибия, Ангола, Етиопия, Демократична република Конго, Китай и Пакистан. Сателитът е излъчвал мелодията на „Песен за генерал Ким Ир Сен“ и „Песен за генерал Ким Чен Ир“, както и морзовият сигнал „Корея на Чучхе“ на честота от 27 мегахерца.

## Съмнения
Според американските военни историята за изстрелването на изкуствен спътник в Космоса е скалъпена от севернокорейското правителство за да се прикрие факта, че това е просто опитно изстрелване на балистичната ракета Таеподонг-1. Противоракетната отбрана на САЩ засича изстрелването на ракетата, както и отделянето на третата степен, която би трябвало да носи спътника. Сателит в орбита обаче не е забелязан. Честотата, на която севернокорейците твърдят, че са били излъчвани мелодиите на двете патриотични песни, се използва предимно от шофьори на камиони и други возила. Няма данни за засичането и на морзов сигнал на обявената честота. Руските власти обаче съобщават, че са засекли Кванмьонсон в орбита на с перигей от 218,8 км и са уловили предаваните от него морзови сигнали и песни. Посоката му на движение е била от запад на изток, а наблюдаването му над територията на Корея е било възможно между 4:15 и 5:30 часа сутринта на 3 и 4 октомври 1998 година. Достоверността на тези твърдения е спорна.